# Museumseisenbahnclub Losheim
Der Museumseisenbahnclub Losheim e. V., kurz MECL, ist ein 1982 gegründeter Verein, der auf dem Abschnitt Dellborner Mühle–Losheim–Merzig Ost der ehemaligen Merzig-Büschfelder Eisenbahn mit historischen Fahrzeugen Museumsfahrten durchführt.

## Gründung
Am 15. Februar 1981 gründeten sieben Eisenbahnfreunde in den Losheimer Rathaus-Stuben einen Modellbahnclub mit dem Ziel, die Bahnstrecke Merzig Süd–Büschfeld in der Nenngröße H0 nachzubauen. Nachdem dies allerdings aufgrund von fehlendem Platz gescheitert war, widmete man sich der Pflege von Eisenbahnexponaten. Das erste Exponat war eine Feldbahndiesellok, einige Loren und passendes Gleismaterial, welche aus einem Moor geborgen wurden.

## Anfangsjahre
Neben der bereits erwähnten Feldbahndiesellok übernahm der Verein den ausgebrannten Post- und Gepäckwagen Pwi 15 der MBE, die Losheimer Bahnsteiguhr und Wasserkräne aus dem DB-Bahnhof Merzig. Außerdem wurde das Bahnhofsgebäude von Brotdorf vor dem Abriss bewahrt. Mit der Museumsbahnidee wandten sich einige saarländische Eisenbahnfreunde an die MBE, doch der Plan scheiterte an zahlreichen Problemen, darunter fehlendem Eisenbahnmaterial. Zusammen mit dem luxemburger Verein Groupement des Amis du Rail (GAR), welcher im Gegensatz zum Losheimer Verein eine betriebsfähige Dampflok besaß, kam schließlich ein Nutzungsvertrag mit der MBE zustande. Am 12. Juni 1982 verkehrten die ersten Museumszüge zwischen Merzig Ost und Nunkirchen. Im August 1983 gelang es dem Verein, die Saarbergwerke Lok 34, eine Lok vom Henschel Typ D 600 zunächst leihweise zu übernehmen, bevor sie Im Dezember 1987 in Vereinsbesitz überging. 1987 kamen noch die ex SBW 26, die ex Röchling D1 und die ex Dillinger Hütte DE II dazu. Im Jahr 1986 erlangte der Verein die Gemeinnützigkeit und nannte sich in Museumseisenbahnclub-Club Losheim e.V um. Die Fahrten erfreuten sich großer Beliebtheit, doch mit der MBE ging es bergab und trotz zahlreicher Bemühungen um den Erhalt der Bahn stellte die MBE Ende 1987 ihre Geschäftstätigkeiten ein. Nach der Übertragung des Losheimer Betriebsgeländes an die Spedition Konz wurde eine Vereinbarung getroffen, wonach der Verein genügend Raum zum Abstellen und Instandhalten von Fahrzeugen nutzen kann. Am 15. Oktober 1987 stellte das Konservatoramt Saarbrücken den Abschnitt Merzig Ost - Nunkirchen samt Gebäuden und Anlagen unter Denkmalschutz. Im August 1988 erhielt der Verein das Eisenbahnnutzungsrecht, um wieder Museumsfahrten auf dem Abschnitt Nunkirchen - Losheimer Wald durchführen zu können. 1990 überließ das Finanzministerium dem MECL die MBE-Diesellok 51. Ab 1991 wurden die Bahnanlage als Arbeitsschaffungsmaßnahme saniert. Ab dem 19. März 1992 konnte Brotdorf wieder angefahren werden, 1993 wurde die Weiterführung bis zur Übergabestelle Merzig Ost freigegeben. Verhandlungen mit der DB zogen sich bis 1995 hin, bis dahin fuhren die Züge nur bis Brotdorf. Die Gemeinde Losheim erwarb das Losheimer Betriebsgelände und die Gleisanlagen von der Bahngrenze Merzig bis zur Dellborner Mühle.

## 1995 bis 2022
Die Gemeinde Losheim überließ dem Verein 1996 die MBE-Diesellok 52, doch ein defekter Turbolader verhinderte die Aufarbeitung. Bis heute (Stand August 2025) wurde die Lok nicht aufgearbeitet. Über die Zeit baute der Verein eine Sammlung an Personen-, Güter- und Nebenfahrzeugen, darunter Güterwagen aus den Gründerjahren der MBE. Im Jahr 2002 erwarb der Verein den MBE 3.-Klasse Personenwagen Nr. 5. Mit der Zeit endeten die Fahrten vor dem Homanit-Werk am Bahnhof Dellborner Mühle und die Gleise zwischen dem Werk und Nunkirchen wurden abgebaut. Eine Zeit lang bot der Verein auch Fahrten auf der Primstalbahn an. Im Jahr 2015 wurde Lok 26 außer Betrieb genommen und mit der Aufarbeitung begonnen. 2022 wurde das 40-jährige Jubiläum des MECL gefeiert. Im September 2022 wurde die gesamte Strecke wegen Oberbaumängeln gesperrt, weshalb momentan kein Museumsverkehr stattfinden kann.

## Ab 2022
Seit der Streckensperrung bleibt ein Großteil der Einnahmen des Vereins aus, weshalb der Verein kaum Geld für die Instandsetzung der Strecke hat. Der Verein hält sich mit Einnahmen von Veranstaltungen im Bahnhof Losheim oder Verkaufsständden bei anderen Veranstaltungen, Mitgliedsbeiträgen und Spenden über Wasser. Eine Reaktivierung im SPNV war jahrelang im Gespräch, eine Machbarkeitsstudie ergab ein positives Kosten-Nutzen-Verhältnis, allerdings haben sowohl der Stadtrat Merzig als auch der Gemeinderat Losheim Mitte 2025 eine Reaktivierung abgelehnt. Ein positives Ereignis ist hingegen die fast vollendete Aufarbeitung der Lok 26. Im Juli 2025 bestand die Lokomotive ihre Kesselinspektion und konnte beim Dampflok- und Bahnpostfest am 2. und 3. August 2025 unter Dampf ausgestellt werden.

## Fahrzeuge
Von den Original-Dampflokomotiven der MBE ist keine Lok erhalten geblieben. Dafür wurden zwei MBE-Dieselloks des Typs R 30 C erhalten. Die Fahrzeugliste sieht wie folgt aus:
- Lok 26, Typ Bismarck, Baujahr 1937
- Lok 34, Typ D 600, Baujahr 1948
- ANNA N.3, Typ D600, Baujahr 1949
- Lok 51, Typ R 30 C, Baujahr 1959
- Lok 52, Typ R 30 C, Baujahr 1959
- D1, Typ A4L 514R, Baujahr 1955
- Köf 6617, Köf II, Baujahr 1959
- Köf 6526, Köf II, Baujahr 1960
- DE II, Typ  6PXI207-227 200, Baujahr 1955

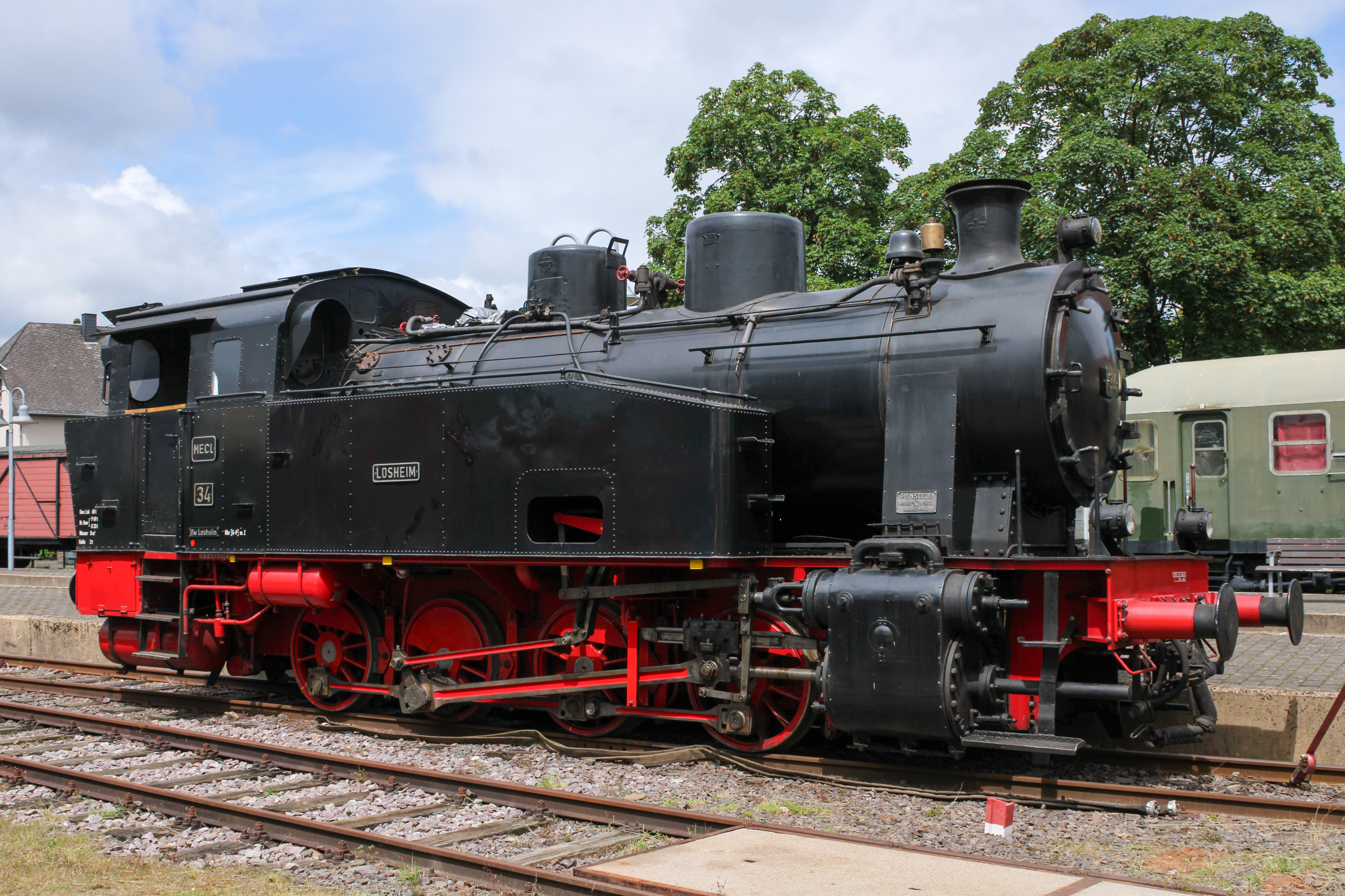
Lok 34 in Losheim
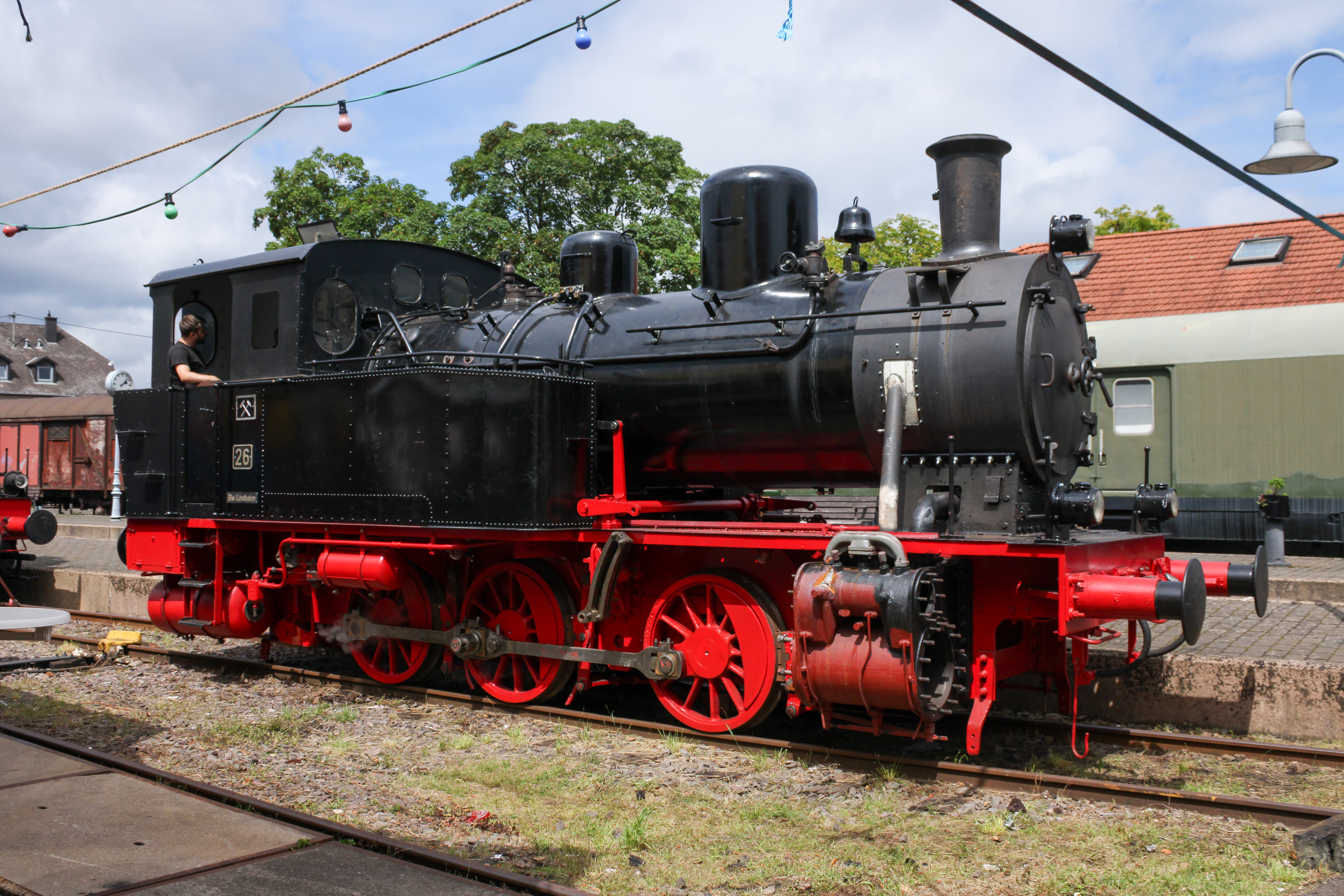
Lok 26 in Losheim
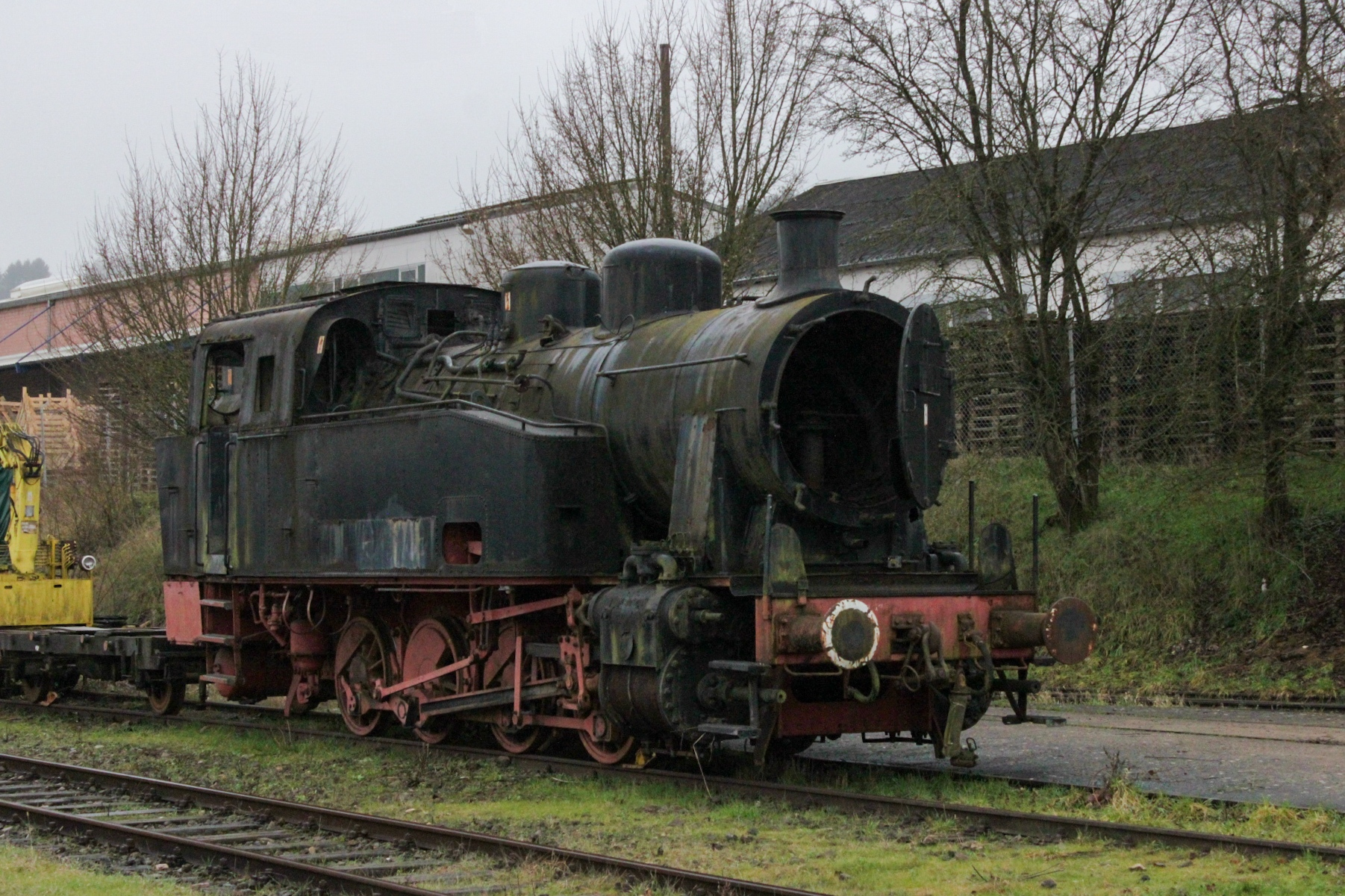
ANNA N.3 in Losheim
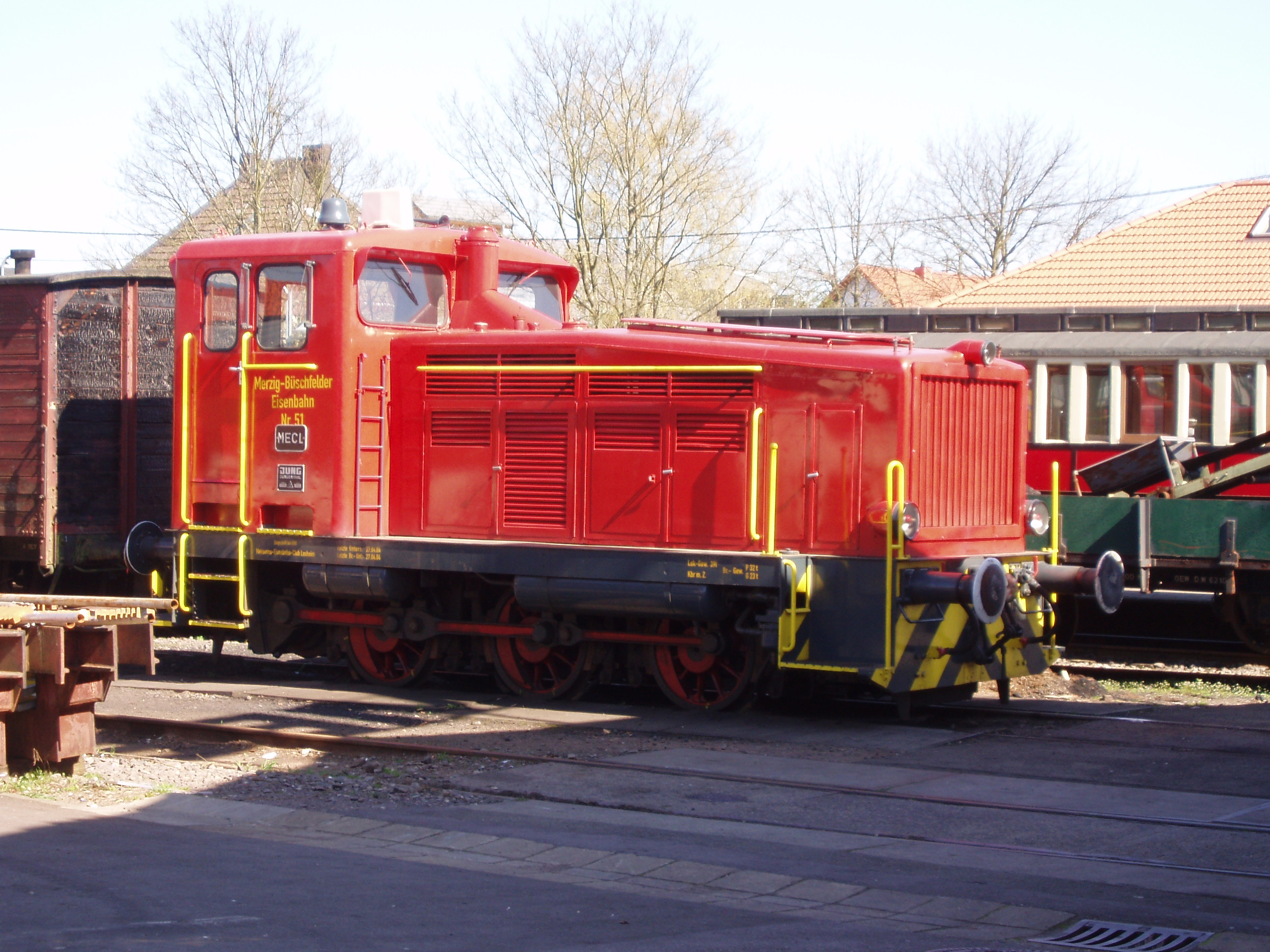
Lok 51
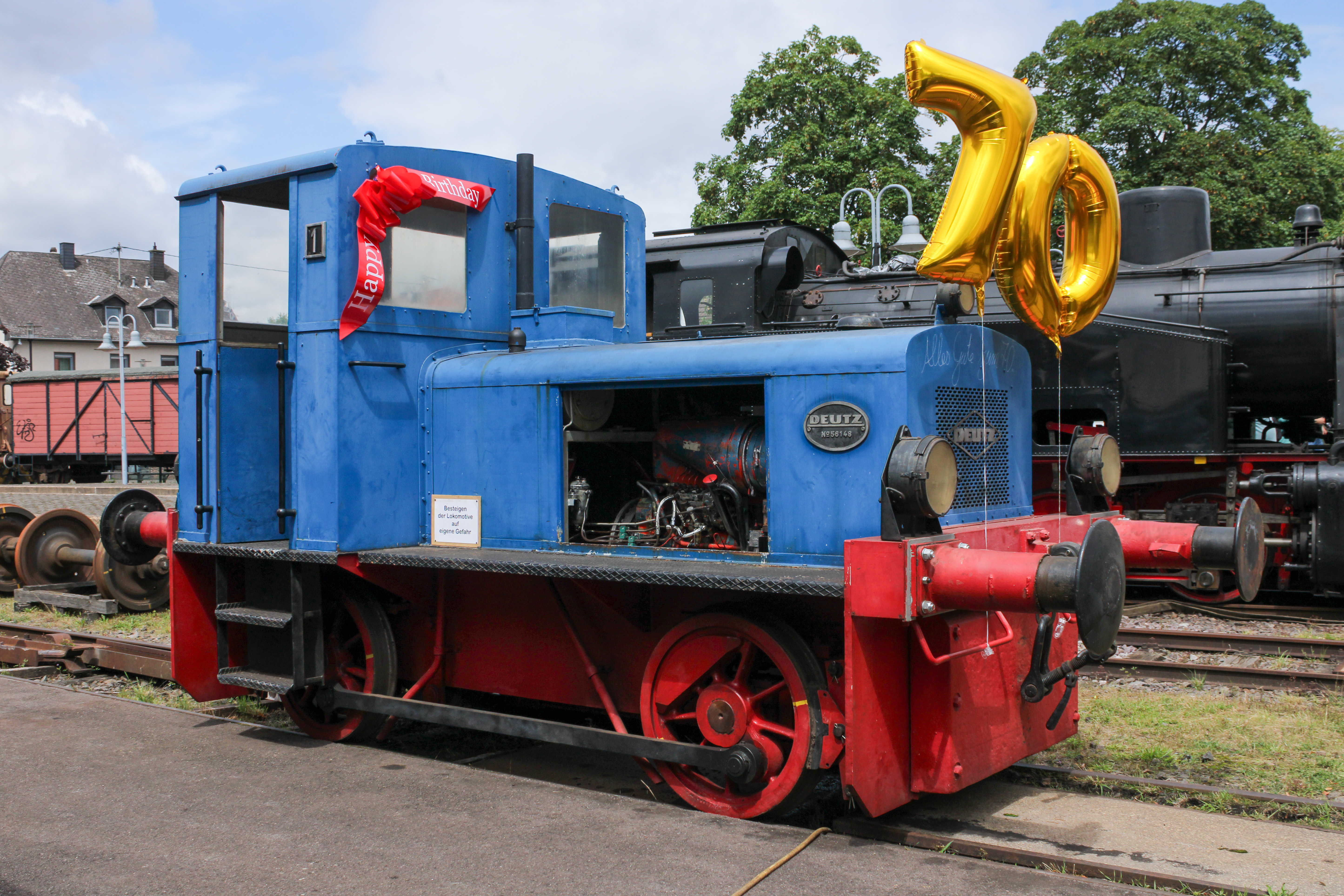
D1
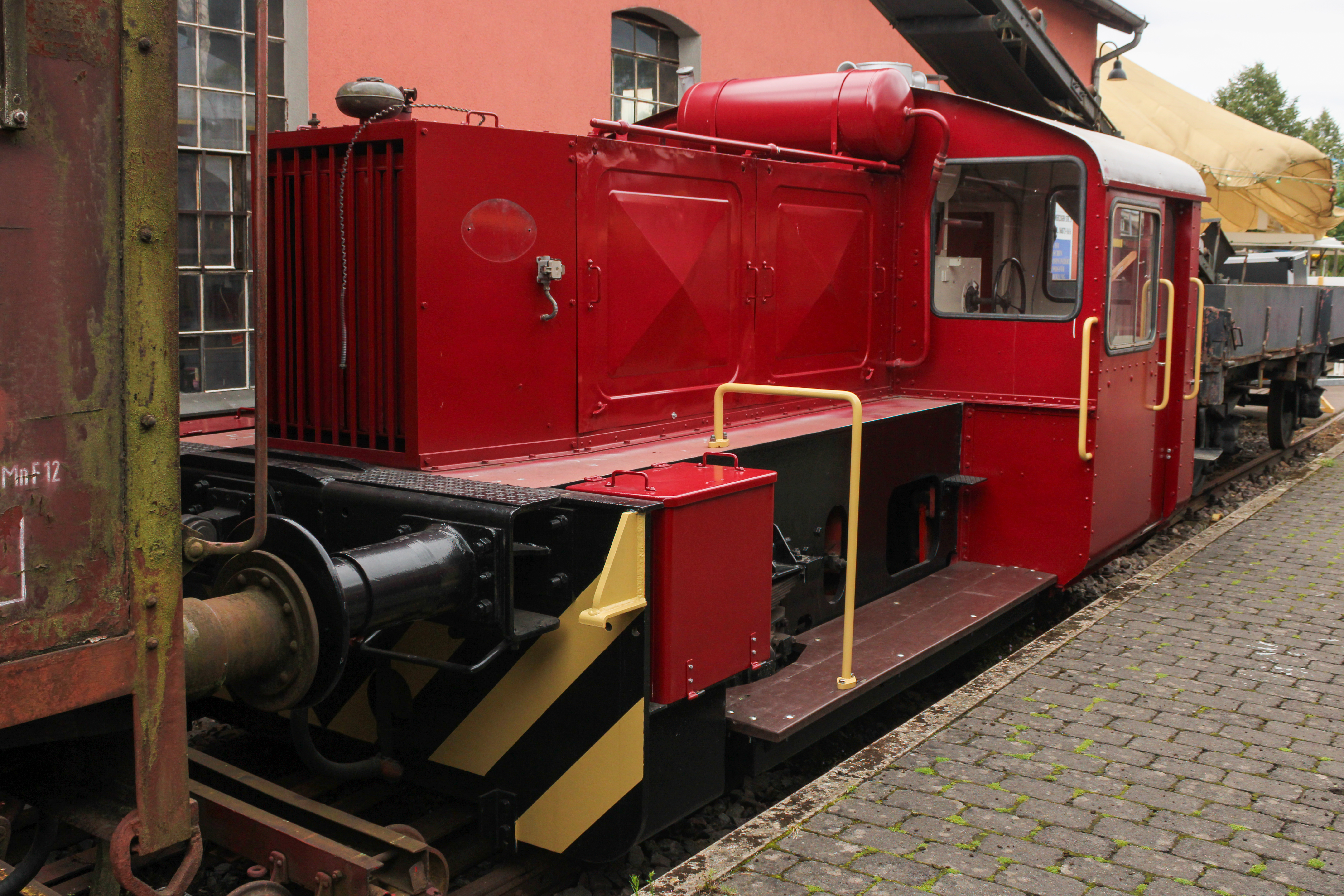
Köf 6617
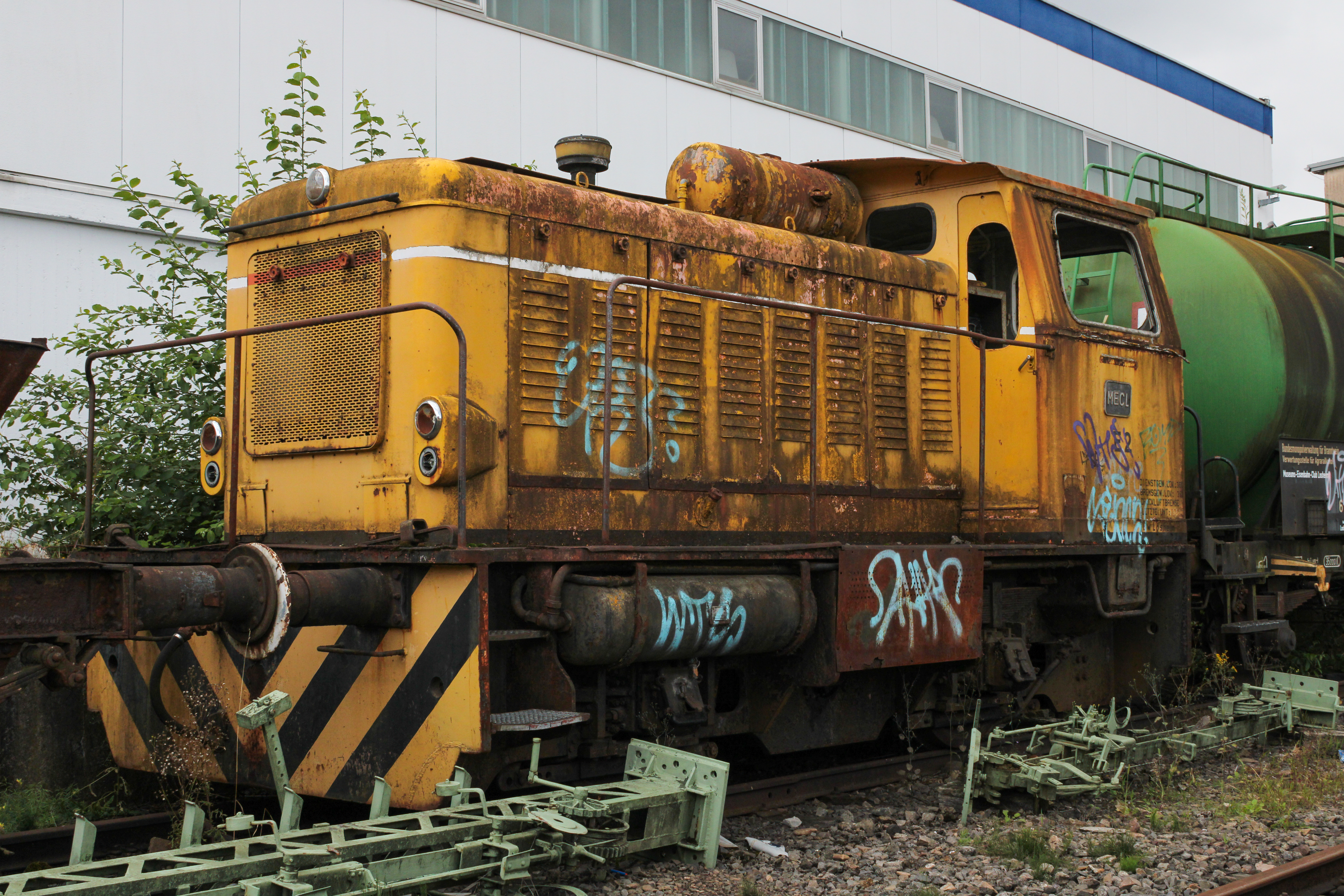
DE II

## Bahnpostmuseum der BArGE Bahnpost e. V.
Auf dem Gelände des Museumseisenbahnclubs Losheim (MECL) unterhält die Bundesarbeitsgemeinschaft Bahnpost (offiziell: BArGe Bahnpost e. V.) ein in drei 1997 erworbenen ehemaligen Bahnpostwagen ein Museum, welches an Fahr- und Öffnungstagen des MECL geöffnet ist, so auch bspw. zum alljährlichen Dampflok- und Bahnpostfest des MECL. Zwei der drei Bahnpostwagen werden auch bundesweit – meist in historischen Sonderzügen – eingesetzt.

## Trivia
Der MECL und das Bahnpostmuseum wurden 2015 in der Dokumentation Abschied von der Bahnpost porträtiert.